# Гейл Пейдж
Гейл Пейдж (англ. Gale Page; 29 июля 1913 или 23 июля 1913, Спокан, Вашингтон — 8 января 1983, Санта-Моника, Калифорния) — американская актриса радио, кино и телевидения, менее известна как певица. Графиня Солито де Солис (с 17 августа 1942 года).

## Биография
Салли Перкинс Раттер (настоящее имя актрисы) родилась 29 июля 1910 года в городе Спокан (штат Вашингтон, США). Отец — Р. Л. Раттер, мать — Изабелла Раттер (до брака — Гейл), дядя — Майлс Пойндекстер, политик, сенатор, посол. Пра-прадедушкой девушки был Джозеф Гейл, первый губернатор Орегона.
С подросткового возраста девушка начала работать актрисой радио и певицей, а в 1938 году подписала контракт с кинокомпанией Warner Bros. и начала карьеру киноактрисы. Впрочем, особого успеха на этом поприще она не добилась. Гейл Пейдж (такой артистический псевдоним она взяла) в 1938—1941 снялась в тринадцати фильмах, затем, после перерыва, в 1948—1949 годах ещё в двух, в 1954 году — в одном, а потом снималась только в телесериалах: в 1954—1964 годах она появилась в нескольких эпизодах семи сериалов. Актёрский образ — симпатичная брюнетка с приятным лицом и кудрявыми волосами.
В 1939 году Пейдж пробовалась на роль императрицы Шарлотты Бельгийской в фильме «Хуарес», но в итоге роль отдали Бетт Дейвис.
Гейл Пейдж скончалась 8 января 1983 года в городе Санта-Моника (штат Калифорния) от рака лёгкого.

### Личная жизнь
Гейл Пейдж была замужем дважды.
- Фредерик М. Тричлер, человек, не связанный с кинематографом. Год заключения брака неизвестен, 20 октября 1939 года последовал развод, от брака остался сын.
- Альдо Солито де Солис, пианист, композитор, граф. Брак заключён 17 августа 1942 года и продолжался тридцать один год до самой смерти мужа в 1973 году. От брака осталось четверо детей.

## Работа на радио
- Фиббер Макги и Молли[англ.] / Fibber McGee and Molly
- 1936 — Сегодняшние дети[англ.] / Today's Children — Глория Марш
- 1939 — Голливудский театр / Hollywood Playhouse

## Фильмография
- 1938 — Школа преступности[англ.] / Crime School — Сью Уоррен
- 1938 — Удивительный доктор Клиттерхаус / The Amazing Dr. Clitterhouse — Рэндольф, медсестра
- 1938 — Четыре дочери[англ.] / Four Daughters — Эмма Лемп
- 1938 — Сердце Севера[англ.] / Heart of the North — Элизабет Сполдинг
- 1939 — Преступление тебе с рук не сойдёт / You Can't Get Away with Murder — Мэдж Стоун
- 1939 — Непослушная, но милая[англ.] / Naughty but Nice — Линда МакКэй[3]
- 1939 — Мужественные дочери[англ.] / Daughters Courageous — Кора Мастерс[4]
- 1939 — Автострада Индианаполиса[англ.] / Indianapolis Speedway — Ли Мейсон
- 1939 — Ребёнок родился[англ.] / A Child Is Born — мисс Бауэрс
- 1939 — Четыре жены[англ.] / Four Wives — Эмма Лемп Толбот[5]
- 1940 — Они ехали ночью / They Drive by Night — Пёрл Фабрини
- 1940 — Кнут Рокне, настоящий американец[англ.] / Knute Rockne, All American — Бонни Скайлс Рокне
- 1941 — Четыре матери[англ.] / Four Mothers — Эмма Лемп Толбот
- 1948 — Время твоей жизни[англ.] / The Time of Your Life — Мэри Л. (достойная женщина)[6]
- 1949 — Анна Лукаста / Anna Lucasta — Кэти
- 1954 — О миссис Лесли[англ.] / About Mrs. Leslie — Мэрион Кинг
- 1954—1957 — Роберт Монтгомери представляет[англ.] / Robert Montgomery Presents — девушка (в 9 эпизодах)
- 1957 — Час United States Steel[англ.] / The United States Steel Hour — миссис Беннетт (в эпизоде Crisis in Corona)
- 1961 — Гавайский детектив[англ.] / Hawaiian Eye — Альфреда Уиттелби (в эпизоде The Final Score)

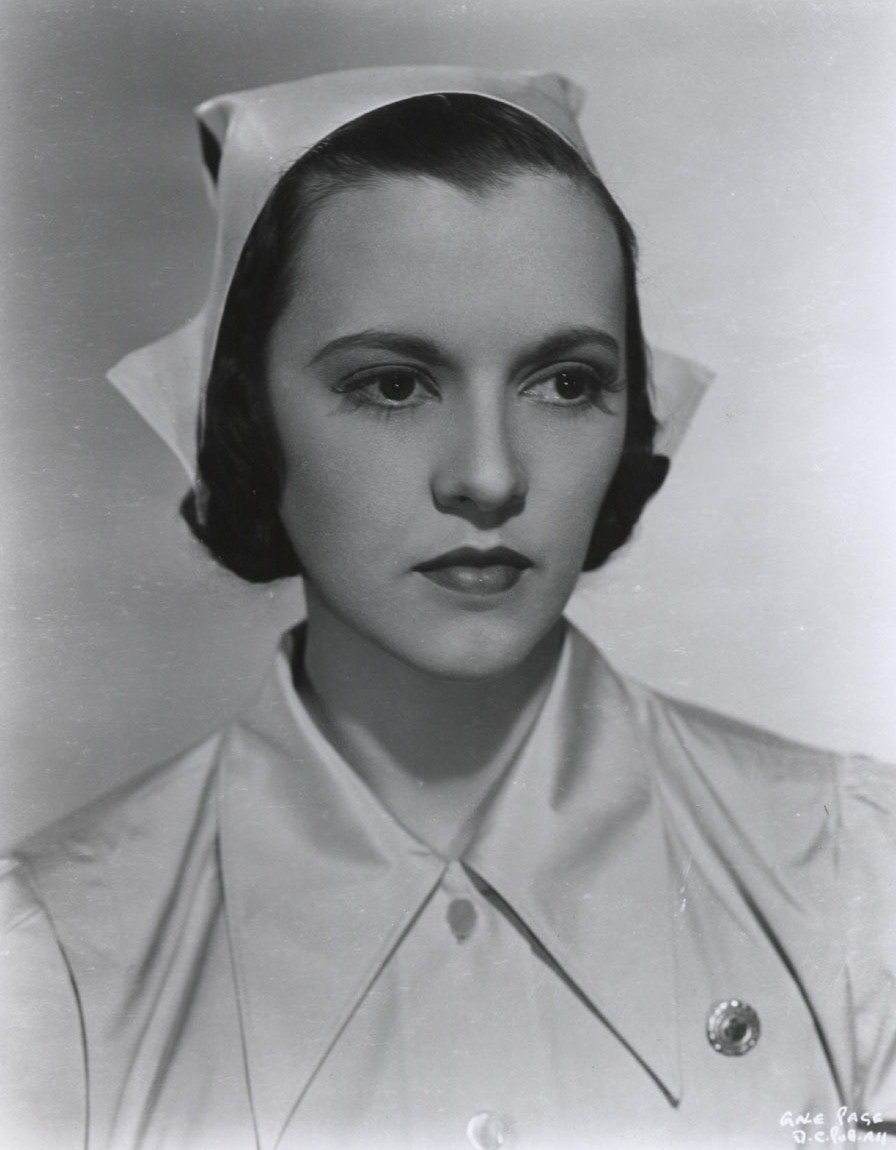
В фильме «Удивительный доктор Клиттерхаус» (1938)
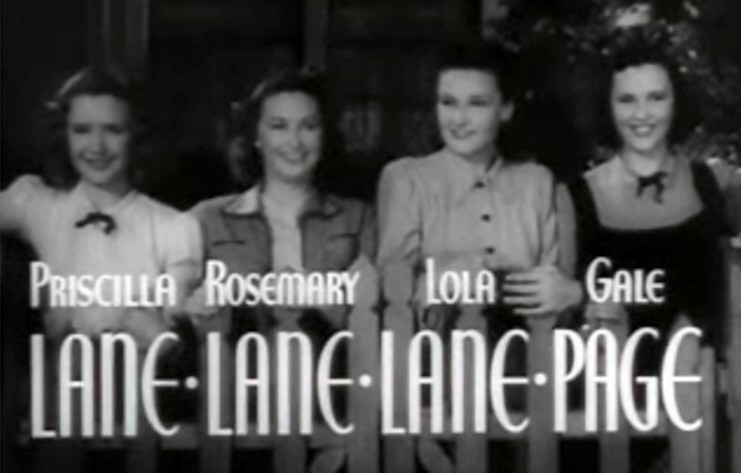
«Четыре жены[англ.]» (1939). Слева направо: Присцилла Лейн, Розмари Лейн, Лола Лейн и Гейл Пейдж.
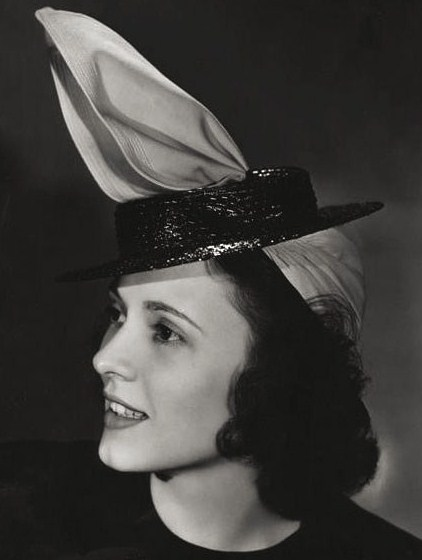
В фильме «Кнут Рокне, настоящий американец[англ.]» (1940)
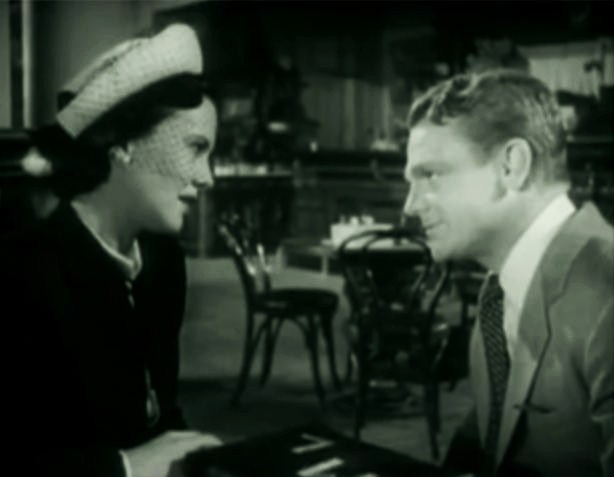
С Джеймсом Кэгни в фильме «Время твоей жизни[англ.]» (1948)